# Tomáš Cikrt
Tomáš Cikrt (* 9. května 1969 Pardubice) je český novinář a bývalý mluvčí ministerstva zdravotnictví, později společnosti MEDIGROUP a.s., od října 2014 šéfredaktor online Zdravotnického deníku.

## Kariéra
Od svých šesti do čtrnácti let pobýval v Jedličkově ústavu, neboť trpěl kostní dysplazií. Vystudoval farmacii na univerzitě Komenského v Bratislavě, ale původně se měl stát lékařem jako jeho otec. Působil jako šéfredaktor týdeníku Zdravotnické noviny. Byl předsedou obecně prospěšné organizace Koalice pro zdraví a je zakladatel občanského sdružení Paleček — společnost lidí malého vzrůstu. Později pracoval jako mluvčí společnosti provozující soukromé nemocnice v Českém Brodě, Brandýse nad Labem a Nymburku.
Od září 2009 moderoval televizní debatu na soukromé televizi Z1.

## Mluvčím ministerstva zdravotnictví
V letech 2007 až 2009 pracoval jako mluvčí ministerstva zdravotnictví, řízeného tehdy Tomášem Julínkem z ODS (formálně byl ředitelem odboru komunikace s veřejností). K řídícímu týmu ministerstva v tomto období rovněž náleželi Marek Šnajdr (1. náměstek), Pavel Hroboň (náměstek), Markéta Hellerová (náměstkyně) a Michael Vít (náměstek). V roli tiskového mluvčího se Cikrt profiloval jako obhájce tzv. nesocialistického pojetí zdravotnictví, otevřeného vůči posílení role soukromého kapitálu a tvorbě zisku.[zdroj?] Tato koncepce zdravotní péče, kterou Cikrt hájil ve svých četných mediálních vystoupeních i na vlastních webových stránkách, se kritikům, kteří se záhy začali soustřeďovat na tzv. regulační poplatky („cikrtovné“)[zdroj⁠?!], jevila jako málo zohledňující sociální dopady změn zdravotní politiky, jejichž větší část ostatně zůstala ve fázi záměrů.[zdroj?] Po rekonstrukci Topolánkovy vlády v lednu 2009 odešel Cikrt spolu s ministrem Julínkem.

## Kritika
Ačkoli kritika Julínkových kroků a jejich veřejné prezentace nejsilněji zaznívala z řad opozice a menších koaličních stran, během roku 2008 v souvislosti s krajskými a senátními volbami začaly přibývat výhrady i od některých představitelů ODS. Např. v říjnu 2008 se Cikrt spolu s ministrem Tomášem Julínkem stal aktérem sporu se senátním kandidátem ODS v Praze Zdeňkem Schwarzem, který v minulosti kritizoval některé z plánů ministerstva zdravotnictví. Od Julínka a Cikrta se v této souvislosti distancoval tehdejší první místopředseda ODS a pražský primátor Pavel Bém. Schwarz dokonce Cikrta i Julínka vyzval k rezignaci.

## Rodina
Kvůli své nemoci (jedna z forem kostní dysplazie) měří pouze 139 cm. S manželkou, která je také podobně postižená (měří 128 cm), adoptovali postiženého chlapce.

## Publikace
- CIKRT, Tomáš. Krev a peníze : pravda o kauze Diag Human. Praha: T. Cikrt, 2014. 351 s. ISBN 978-80-905686-0-0.
- CIKRT, Tomáš. Příběhy léků : příručka pro zvídavé čtenáře o vzniku, vlastnostech a používání léků. Praha: Praha : Státní ústav pro kontrolu léčiv, 2012. 169 s. ISBN 978-80-260-1403-4.